# Krizotil
Krizotil ili bijeli azbest je oblik azbesta koji se najčešće susreće. Čini oko 95% sveg azbesta u SAD-u te približno sličnog udjela u drugim zemljama. Meki je i vlaknasti silikat u serpentinskoj skupini filosilikata. Kao takav razlikuje se od drugih azbestnih minerala u amfibolskojskupini. Idealna kemijska formula je Mg3(Si2O5)(OH)4.
Najmanje je opasni od svih šest azbestnih materijala. U Hrvatskoj krizotil je azbestni materijal koji se najviše koristilo. Zbog toga se dugo raspravljalo o tome hoće li ga se u potpunosti zabraniti.
U prirodi se javlja u serpentinskim stijenama. Vlakna su mu višestrukih okomitih slojeva. Prosječna debljina vlakana je 2 cm. Velika nalazišta nalaze se u Africi, Australiji, Cipru, Italiji, Kanadi, Novom Zelandu, Rusiji i SAD-u (Kalifornija). Eksploatacija nalazišta počela je 1880. godine, na inicijativu engleske pamučne industrije. U zemljama zapadne Europe uporaba raznih vrsta krizotila zabranjuje se od 1986. godine.
Krizotil nije isto što i krizolit.